# Kapustinite
La kapustinite è un minerale appartenente al gruppo della lovozerite.